# Ludovic, Delfin al Franței (1661–1711)
Ludovic, Delfin al Franței cunoscut sub numele de Marele Delfin (le Grand Dauphin) (1 noiembrie 1661 - 14 aprilie 1711) a fost fiul mai mare și moștenitor al regelui Ludovic al XIV-lea al Franței și al reginei Mariei-Thérèse a Franței.

## Familie

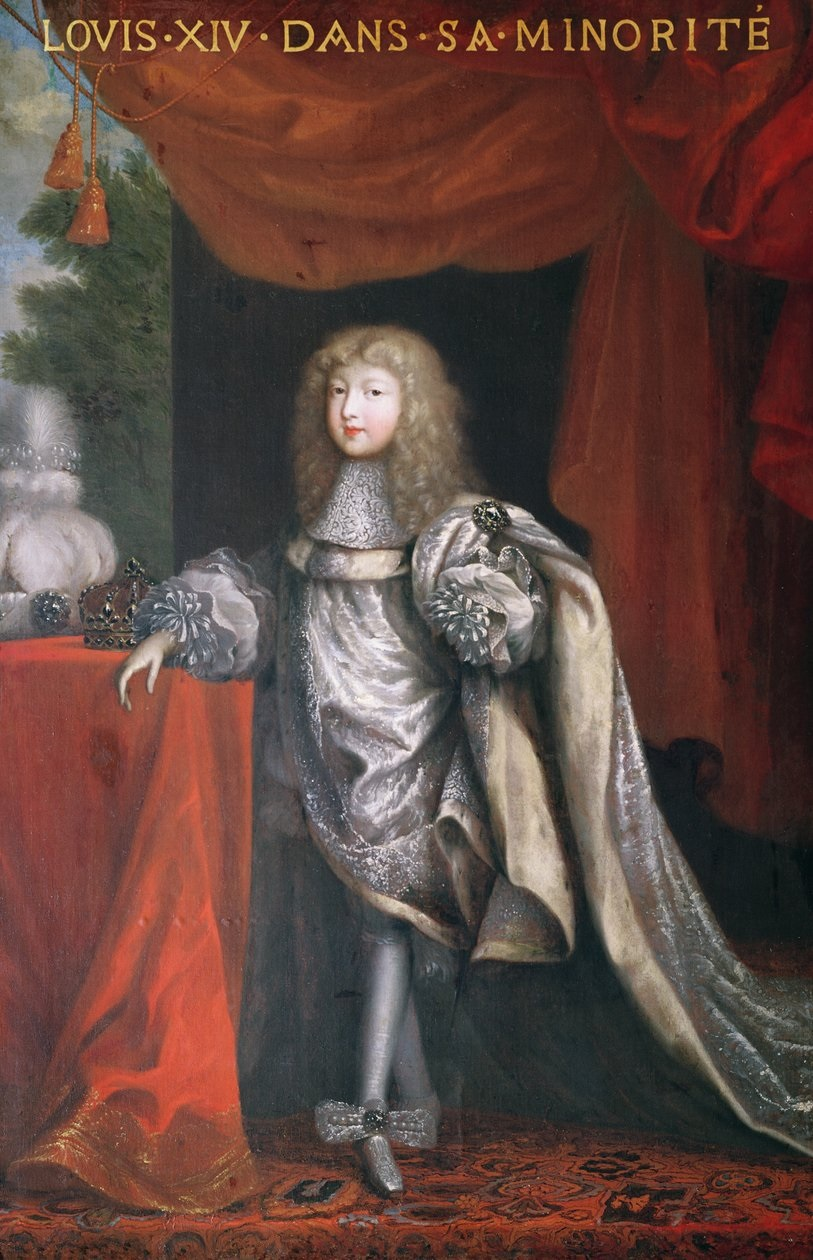
Ludovic, Delfin al Franței.

Ludovic al Franței s-a născut la Castelul Fontainebleau, și a fost cel mai mare fiu al regelui și reginei Franței și a Navarei; a fost botezat la capela Castelului Saint-Germain-en-Laye și a primit numele tatălui său. A fost Fils de France (Fiu al Franței) și era cea mai importantă figură din regat după tatăl său, regele Ludovic al XIV-lea.
A fost botezat la 24 martie 1668 de Cardinalul de Vendôme și de Prințesa de  Conti care au reprezentat pe Papa Clement al IX-lea și regina Henrietta Maria a Angliei. Cea din urmă era mătușa lui Ludovic.
Când Ludovic a împlinit șapte ani a fost luat din grija femeilor și plasat în societatea bărbaților. Guvernator a devenit severul Charles de Sainte-Maure, duce de Montausier (care, se spune că a servit ca model pentru Mizantropul lui Molière) iar ca tutore, episcopul Jacques-Bénigne Bossuet, mare predicator și orator francez. În ciuda multor indicații și a rapoartelor despre inteligența sa, Ludovic era perceput ca leneș și indolent. Cu toate acestea, generozitatea, amabilitatea și liberalismul său l-au făcut foarte popular în întreaga Franță. Ludovic a fost unul din cei șase copii legitimi ai regelui Ludovic al XIV-lea. Toți ceilalți au murit la vârste fragede.
Ludovic a murit de variolă la 11 aprilie 1711, la vârsta de 49 de ani, înaintea tatălui său.

## Căsătorie și copii
Ludovic s-a căsătorit cu Maria Anna de Bavaria. Cei doi au avut următorii copii:
- Ludovic, duce de Bourgundia, mai târziu Delfin, tatăl lui Ludovic al XV-lea al Franței
- Filip, duce de Anjou, mai târziu rege al Spaniei
- Charles de Bourbon, Duce de Berry, Alençon și Angoulême, Conte de Ponthieu (1686-1714).

După decesul soției sale, Ludovic s-a căsătorit în secret cu Marie Emilie Thérèse de Joly de Choin. Totuși, noua lui soție n-a primi titlul de "Delfină", iar din căsătorie n-au rezultat moștenitori.
Ludovic a avut doi copii nelegitimi cu Françoise Pitel:
- Anne Louise de Bonbour (1695 - August 1716) - soția lui Anne Errard d'Avaugour.
- Charlotte de Fleury (6 februarie 1697 - 1750) - soția lui Gérard Michel de La Jonchère. [nefuncțională]

Cu o altă metresă, Marie Anne Caumont de La Force, a avut o fiică:
- Louise Emilie de Vautedard (1694 - 1719) - soția lui Nicolas Mesnager, diplomat francez. ,

Devenit văduv în 1690, s-a căsătorit în secret în 1695 cu metresa sa, Marie-Émilie de Joly de Choin (1670-1732), damă de onoare pentru sora sa vitregă, Prințesa Conti.

## Titluri
- 1 noiembrie 1661 - 14 aprilie 1711 His Royal Highness Delfin al Franței (Monseigneur le Dauphin)